# Pandora's Box (musikgrupp)
Pandora's Box var en musikgrupp sammansatt av Jim Steinman under 1989. Förutom av Steinman själv, som hade skrivit musiken, bestod gruppen av sångerskorna Elaine Caswell, Ellen Foley, Gina Taylor och Deliria Wilde. Holly Sherwood sjöng låten "Good Girls Go To Heaven (Bad Girls Go Everywhere)". Pandora's box släppte endast ett album, vid namn Original Sin. Flera låtar från detta album (bland annat "It's All Coming Back to Me Now") blev senare stora hits då andra artister såsom Céline Dion och Meat Loaf spelade in covers på dem.

## Medlemmar
- Jim Steinman – låtskrivare, musikproducent, piano, keyboard
- Elaine Caswell – sång
- Ellen Foley – sång
- Gina Taylor – sång
- Deliria Wild – sång
- Holly Sherwood – sång
- Laura Theodore – sång
- Roy Bittan – piano
- Jeff Bova – synthesizer
- Jim Bralower – trummor
- Eddie Martinez – gitarr
- Steve Buslowe – basgitarr

## Diskografi
Album
- 1989 – Original Sin

Singlar
- 1989 – "It's All Coming Back to Me Now" / "I've Been Dreaming Up a Storm Lately"
- 1990 – "Safe Sex (When It Comes 2 Loving U)" (maxi-singel)
- 1990 – "Good Girls Go to Heaven (Bad Girls Go Everywhere)" / "Requiem Metal" / "Pray Lewd"